# Karl Alfred von Zittel
Karl Alfred Ritter von Zittel (25. září 1839 Bahlingen, Bádenské velkovévodství - 5. ledna 1904 Mnichov) byl německý paleontolog, botanik, malakolog a vysokoškolský učitel. Mezi jeho nejslavnější počiny patří oficiální vědecké pojmenování druhohorních hlavonožců amonitů v roce 1884 nebo rozsáhlé skupiny plazů v rámci kladu Pseudosuchia (v roce 1887).

## Biografie
V mládí Zittel studoval na Univerzitě v Heidelbergu. Kromě Německa působil i v rakouské Vídni. Specializoval se na druhohorní obratlovce a na toto téma publikoval množství hodnotných prací. V roce 1894 obdržel jako zásluhu za dlouhodobý přínos geologickým vědám Wollastonovu medaili londýnské Geologické společnosti. Dnes jsou po něm pojmenovány například Zittelovy útesy v Antarktidě.

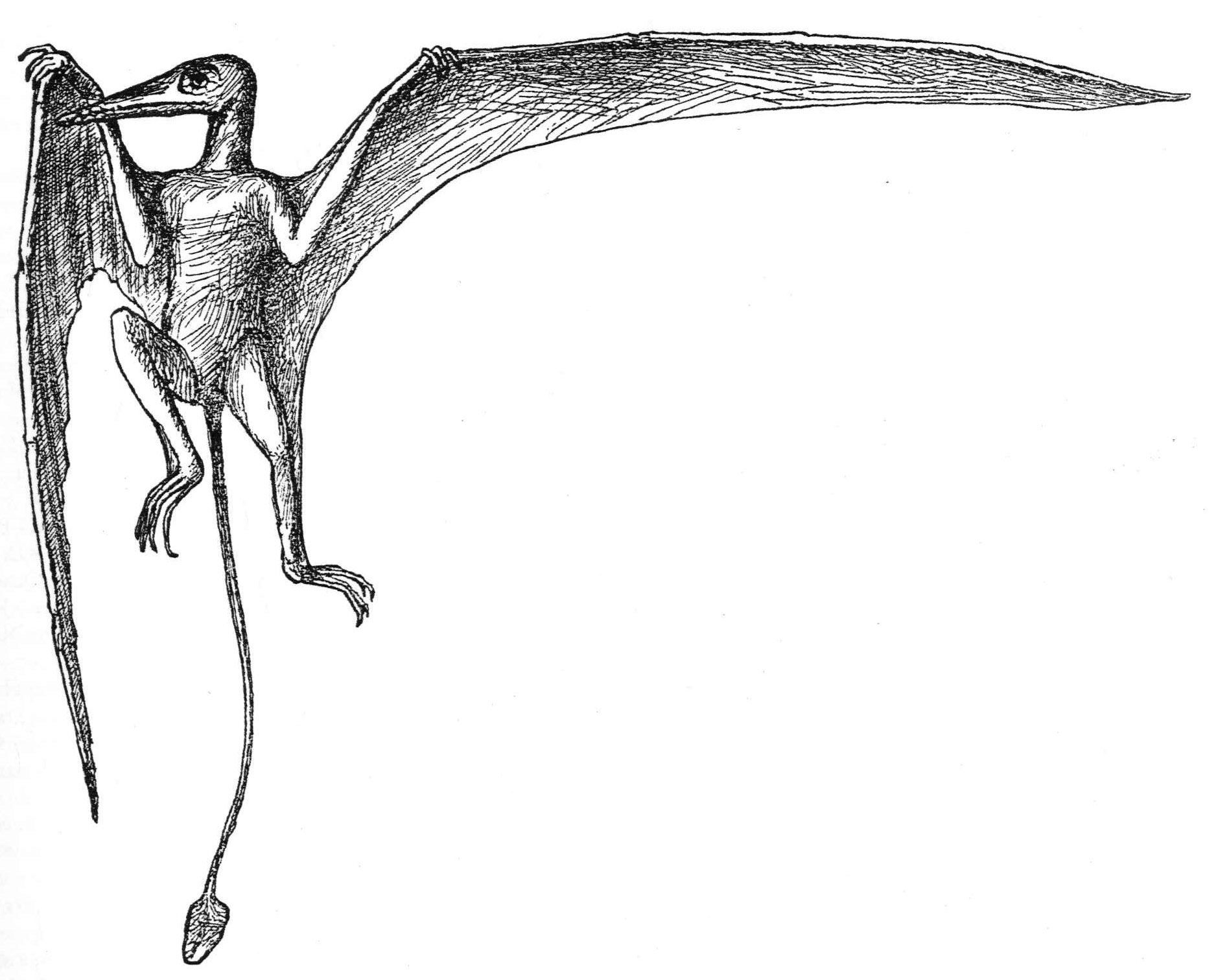
Zittelova rekonstrukce ptakoještěra rodu Rhamphorhynchus (1882)